# クリスティナ・プリスコバ
クリスティナ・プリスコバ（Kristýna Plíšková, 1992年3月21日 - ）は、チェコ・ロウニ出身の女子プロテニス選手。これまでにWTAツアーでシングルス1勝、ダブルス4勝を挙げている。身長184cm、体重73kg。左利き、バックハンド・ストロークは両手打ち。WTAランキング最高位はシングルス35位、ダブルス45位。双子の妹であるカロリナ・プリスコバもテニス選手である。

## 来歴
4歳から妹カロリナと一緒にテニスを始める。2010年ウィンブルドン選手権ジュニアシングルス決勝で石津幸恵を破り優勝している。
4大大会では2011年ウィンブルドン選手権で予選を勝ち上がり初出場。現時点では2015年ウィンブルドン選手権と2017年全豪オープンの3回戦進出が最高成績である。
ダブルスではカロリナとのペアでWTAツアー3勝を挙げたが、シングルスでは活躍するカロリナとは対照的に不振が続きランキングも低迷していた。しかし2016年9月のWTA 125Kシリーズの大連大会の決勝で江口実沙が負傷棄権したことにより優勝し、続く10月のタシュケント大会の決勝で日比野菜緒を 6–3, 2–6, 6–3 で破り、WTAツアーシングルス初優勝を果たした。2017年7月31日付のランキングで自己最高のシングルス35位を記録している。

## WTAツアー決勝進出結果

### シングルス: 2回 (1勝1敗)
| 大会グレード                  |
| ----------------------------- |
| グランドスラム (0–0)          |
| WTAファイナルズ (0–0)         |
| プレミア・マンダトリー (0–0)  |
| プレミア5 (0-0)               |
| WTAエリート・トロフィー (0-0) |
| プレミア (0–0)                |
| インターナショナル (1-1)      |

| 結果   | No. | 決勝日        | 大会         | サーフェス | 対戦相手       | スコア        |
| ------ | --- | ------------- | ------------ | ---------- | -------------- | ------------- |
| 優勝   | 1.  | 2016年10月1日 | タシュケント | ハード     | 日比野菜緒     | 6–3, 2–6, 6–3 |
| 準優勝 | 1.  | 2017年5月6日  | プラハ       | クレー     | モナ・バルテル | 6–2, 5–7, 2–6 |

### ダブルス: 5回 (4勝1敗)
| 結果   | No. | 決勝日         | 大会               | サーフェス      | パートナー           | 対戦相手                                                      | スコア            |
| ------ | --- | -------------- | ------------------ | --------------- | -------------------- | ------------------------------------------------------------- | ----------------- |
| 準優勝 | 1.  | 2013年7月14日  | パレルモ           | クレー          | カロリナ・プリスコバ | クリスティナ・ムラデノビッチ カタジナ・ピーター               | 1–6, 7–5, [8–10]  |
| 優勝   | 1.  | 2013年10月13日 | リンツ             | ハード （室内） | カロリナ・プリスコバ | ガブリエラ・ダブロウスキー アリシア・ロソルスカ               | 7–6(6), 6–4       |
| 優勝   | 2.  | 2014年7月13日  | バートガシュタイン | クレー          | カロリナ・プリスコバ | アンドレヤ・クレパーチ マリア・テレサ・トロ・フロル           | 4–6, 6–3, [10–6]  |
| 優勝   | 3.  | 2014年9月14日  | 香港               | ハード          | カロリナ・プリスコバ | パトリシア・メイヤー＝アッハライトナー アリーナ・ロディオノワ | 6–2, 2–6, [12–10] |
| 優勝   | 4.  | 2019年7月21日  | ブカレスト         | クレー          | ビクトリア・クズモバ | ジャケリネ・クリスティアン エレナ＝ガブリエラ・ルース         | 6–4, 7–6(3)       |

## 4大大会シングルス成績
略語の説明
| W | F | SF | QF | #R | RR | Q# | LQ | A | Z# | PO | G | S | B | NMS | P | NH |

W=優勝, F=準優勝, SF=ベスト4, QF=ベスト8, #R=#回戦敗退, RR=ラウンドロビン敗退, Q#=予選#回戦敗退, LQ=予選敗退, A=大会不参加, Z#=デビスカップ/BJKカップ地域ゾーン, PO=デビスカップ/BJKカッププレーオフ, G=オリンピック金メダル, S=オリンピック銀メダル, B=オリンピック銅メダル, NMS=マスターズシリーズから降格, P=開催延期, NH=開催なし.
| 大会           | 2010 | 2011 | 2012 | 2013 | 2014 | 2015 | 2016 | 2017 | 2018 | 2019 | 2020 | 通算成績 |
| -------------- | ---- | ---- | ---- | ---- | ---- | ---- | ---- | ---- | ---- | ---- | ---- | -------- |
| 全豪オープン   | A    | LQ   | LQ   | 2R   | LQ   | LQ   | 2R   | 3R   | 1R   | 2R   | 1R   | 5–6      |
| 全仏オープン   | A    | LQ   | LQ   | 1R   | LQ   | LQ   | 1R   | 1R   | 1R   | 1R   |      | 0–5      |
| ウィンブルドン | A    | 1R   | 2R   | 1R   | 1R   | 3R   | 1R   | 2R   | 1R   | 1R   |      | 4–9      |
| 全米オープン   | LQ   | LQ   | 2R   | LQ   | 1R   | LQ   | LQ   | 2R   | 1R   | 2R   |      | 3–5      |